# 首都圏反原発連合
首都圏反原発連合（しゅとけんはんげんぱつれんごう、Metropolitan Coalition Against Nukes）は、福島第一原子力発電所事故を契機に2011年9月に設立された、反原発を掲げた組織である。

## 政治活動

### デモ活動
年に数回の週末の大規模抗議（首相官邸前、国会議事堂前及び議事堂包囲など）やデモ行進、リーフレットの刊行、ライブイベントやフェスなどでのブース出展など、活動を継続している。
当初より、積極的にSNSを利用しており、田村貴紀・田村大有は、社会運動のクラウド化の一例であるとしている。「『社会運動のクラウド化』とはウェブを介して容易に情報にアクセス可能になることで、小規模のコストと手間で情報を共時的にシェアし並列化でき、象徴的なインフォメーション・センター以外に、特定の本部や拠点を必要としない。フォーマットはもちろんプラカードなどのツールもダウンロードできるし、ミーティングポイント、デモコースも把握可能」になることである。
町村敬志・佐藤圭一（編）も「2012年の『金曜官邸前デモ』、（中略）首都圏反原発連合が呼びかけた『金曜官邸前』という特定のデモ情報が多くの団体で流れ続けたことは、注目に値する。TwitterやFacebookの『官邸前なう』といった投稿など、ウエブメディアを通じて毎週デモの様子が広く共有され、官邸前という場所は脱原発運動を象徴する空間的リアリティを獲得していった。同時期に新聞・テレビなどマスメディアがデモを報道するようになったことも、影響を与えただろう。」と分析している。

### 毎週金曜日の首相官邸前抗議
毎週金曜日に 首相官邸前・国会議事堂前のデモを主催。小熊英二は「官邸前抗議は、法律的には「デモ」ではない。地域の所轄警察を窓口に都道府県の公安委員会に申請する通常のデモ行進においては、車道をデモが行進することになる。しかし官邸前抗議は歩道上の抗議であるため、デモの申請を出していない。法律的には、歩道上で看板を持ち、声をあげているサンドイッチマンと変わりはない行為なのである」と説明している。
原則的に歩道上で行われる抗議活動であるが、後述のように2012年夏には、歩道に収まりきれなくなった多数の参加者が自然発生的に車道に溢れだし、官邸前の車道を埋め尽くす事態となった。田村貴紀・田村大有によれば「このとき警官が尽力したのは歩行者の車道からの排除ではなくて、交通整理だった。この車道開放の後、五野井郁夫は、歩道上の抗議に関する警察の意見を聞き取りし『憲法21条　表現の自由にもとづいて、歩道上の抗議は合法で届け出の必要もないという回答を得た』と、2012年7月6日付のツイートで報告している。」
こうしてできた首都圏反原発連合は、10月にはその主催名でデモを行なった。当初の参加数は1000人ほどで、その時期の平均的な参加者数だった。2012年1月に横浜で行なわれた「脱原発世界会議」で、会議参加者を中心としたデモの運営を手掛ける。官邸前抗議が行なわれるころには、後述のように13の小グループのネットワークという形態になっていた。小熊英二によると、こうしたグループは、基本的には個人有志のゆるやかなプロジェクトチームで、固定的組織といったものではない。複数のグループに参加している者、便宜的にどこかのグループに名前をおいている者なども、官邸前抗議のスタッフには少なくない。思想傾向は多種多様で、「脱原発」の一点で連帯した人々だと小熊は分析している。
新右翼の針谷大輔は、官邸前抗議を次のように評価する。「首相官邸前に集まった人たちは左翼ではありません。彼らが暴力に訴えることなどありません。そこに参加しているのは、ベビーカーを押す女性、仕事帰りのサラリーマン、制服姿の中高生など、ごくごく一般の人たちです。（中略）特定の主義・主張のために抗議活動をしているのではなく、原発の危険から子供の命を守りたい。子供の将来を守りたい。自分たちの故郷を守りたい」という理由で活動しているのだと針谷は述べている
2012年8月22日、メンバーが 首相官邸で内閣総理大臣の野田佳彦と面談している。首相が市民団体と面会する事態は、読売新聞やJapan Times など多くの新聞などマスコミが報道するところとなり、新聞報道に関して学術書の分析対象となった。辻中（編）では次のように述べられている。「首都圏反原発連合の代表が野田首相と面会した際、『読売新聞』や『産経新聞』は特定の市民団体と首相が面会することが極めて異例とし、禍根を残しかねないと主張する。（『読売新聞』『産経新聞』ともに、2012年8月23日朝刊)。対して、脱原発デモに対して肯定的な報道を続けてきた『東京新聞』は、首相が直接市民団体の意見を直接聴く場を持とうとしたと評価し、国民の「声」を受け止めて原発の伴止を決断すべきだと主張する(『東京新聞』2012年8月23日朝刊)。このように、デモという直接行動に対する評価もまた、新開社によるスタンスの違いをみてとることができる。」
その後参加者は減少に向かい、2020年には警備の警官のほうが多い状況になっていた。2021年3月7日、同団体の活動を同年3月末で休止することが発表された。活動休止の主な原因は、参加者が減少し、資金難になったことだった。

## 参加グループ
Act 311 Japan、安心安全な未来をこどもたちにオーケストラ、「怒りのドラムデモ」実行委員会、エネルギーシフトパレード、くにたちデモンストレーションやろう会、脱原発杉並、たんぽぽ舎、TwitNoNukes、NO NUKES MORE HEARTS、野菜にも一言いわせて! 原発さよならデモ、LOFT PROJECT他。参加グループのうち2団体以外は、3.11福島原発事故以後に設立されたグループであり、また運動体ではないライブハウスを経営するイベント企画会社も参加している。

## 批評
新右翼活動家で統一戦線義勇軍議長・針谷大輔は、8月22日に行われた野田首相と反原連の面会に関して、そのプロセスについて次のように批判している。「総理と会うことは決して悪いことではありません。しかし、その仲介を菅前総理に頼んでしまったのは大きな誤りだったと言えるでしょう。これにより、政治的には、反原連は菅グループの影響下にあり、彼らが菅グループとして野田総理に圧力をかけたと見られるようになってしまいました。」
政治学者で立命館大学准教授・富永京子と法政大学非常勤講師・田村貴紀は、反原連に対する他グループからの批判を二種類に分類して社会学的な観点からメタ分析している。一つは、被曝を重視するグループからの批判である。富永らは、官邸前抗議で行われた参加者スピーチ、中心メンバーミサオ・レッドウルフのTwitter、任意の一参加者のTwitterの計量テキスト分析を行い、それぞれにおいて被曝が重要な関心事であることを抽出している。しかし、被曝を重視するグループからは、被曝の強調が不十分であることや、福島の被災者を重視していないなどの批判が寄せられた。これについて富永らは、当事者性を問わない官邸前抗議が、当事者性を重視するグループによって批判されたものと分析している。

## 共闘団体
反原発での共闘団体
- 原発をなくす全国連絡会[14][15]
- 反原発運動全国連絡会[15]
- 原発問題住民運動全国連絡センター[14]
- 脱原発をめざす首長会議[16]
- 制服向上委員会[16]- 反原発の歌をデモで披露

## 関連人物
- 広河隆一
- 小熊英二

## 関連文献
- 野間易通『金曜官邸前抗議 ―デモの声が政治を変える―』河出書房新社、2012年12月15日。ISBN 4309246109。
- ミサオ・レッドウルフ『直接行動の力「首相官邸前抗議」 (わが子からはじまるクレヨンハウス・ブックレット)』クレヨンハウス、2013年10月5日。ISBN 4861012627。